# Chamaecrista zygophylloides
Chamaecrista zygophylloides är en ärtväxtart som först beskrevs av Paul Hermann Wilhelm Taubert, och fick sitt nu gällande namn av Howard Samuel Irwin och Rupert Charles Barneby. Chamaecrista zygophylloides ingår i släktet Chamaecrista och familjen ärtväxter.

## Underarter
Arten delas in i följande underarter:
- C. z. caribaea
- C. z. colligans
- C. z. deamii
- C. z. zygophylloides